# Port lotniczy Kedougou
Port lotniczy Kédougou (IATA: CSK, ICAO: GOGS) – port lotniczy położony w Kédougou, w Senegalu.